# Caprese

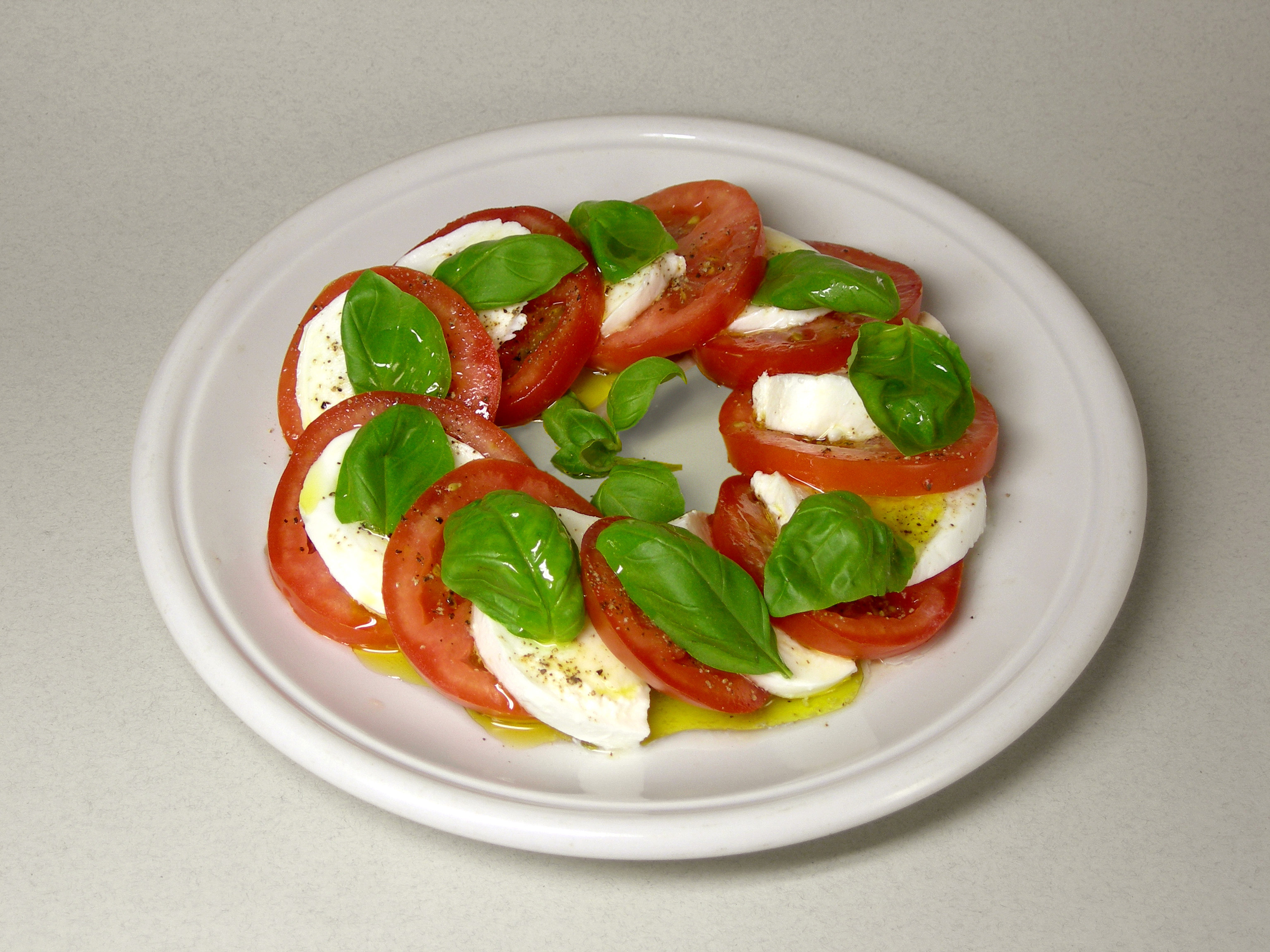
Caprese

Caprese [kaˈpre.ze] – rodzaj sałatki pochodzącej z regionu Kampania w południowych Włoszech. Przyrządza się ją z pokrojonych w plastry pomidorów oraz mozzarelli przełożonych na przemian, polanych oliwą z oliwek posypanych grubo zmielonym pieprzem i udekorowanych liśćmi bazylii.
Ma ona odzwierciedlać włoską flagę.